# Saint-Vigor-des-Monts
Saint-Vigor-des-Monts település Franciaországban, Manche megyében. Lakosainak száma 283 fő (2022. január 1.). Saint-Vigor-des-Monts Landelles-et-Coupigny, Sainte-Marie-Outre-l’Eau, Gouvets, Montbray, Morigny és Tessy-Bocage községekkel határos.

## Népesség
A település népessége az elmúlt években az alábbi módon változott:
| Lakosok száma | 518  | 332  | 280  | 289  | 290  | 287  | 285  | 279  | 280  | 283  |
|               | 1968 | 1982 | 1990 | 2006 | 2013 | 2015 | 2017 | 2019 | 2020 | 2022 |